# Szabó József (labdarúgó, 1956)
Szabó József (Dorog, 1956. január 31. –) magyar labdarúgó, edző. A Videoton 1984–1985-ös UEFA döntős csapatának csatára.

## Pályafutása

### Játékosként
1967-ben szülővárosának csapatában, a Dorogi Bányászban kezdte a labdarúgást. 1974-től már a felnőtt csapat tagja volt és itt mutatkozott be az élvonalban is. 1977-től a Videoton csatára volt. Fehérváron két bajnoki bronzérem és egy magyar kupadöntő mellett a legnagyobb sikere az 1984-1985-ös UEFA-kupa döntőbe jutás volt, ahol végül a Real Madrid szerezte meg a trófeát. A 12 mérkőzésből csak a döntő székesfehérvári meccsét hagyta ki. Összesen hét gólt lőtt: egyet a Dukla Praha-nak, kettőt Párizsban a PSG-nek és mesternégyest a Partizánnak. A Manchester United elleni tizenegyesekkel kiharcolt visszavágón ő is értékesített egy büntetőt.
1985 végén Görögországba szerződött az Iraklisz Szaloniki csapatához, de megsérült és így idő előtt visszatért, először a Videotonhoz, majd az 1987-1988-as idényre a Dorog csapatához. 1988 és 1995 között Ausztriában játszott alsóbb osztályú csapatokban. 1988 és 1991 között az ASK Bruck, 1992-ben az Oggau, 1992 és 1995 között az USC Krumbach játékosa volt.

### Edzőként
1984-től középfokú sportvezetői és edzői végzettséget szerzett. Edzőként a Videoton és a Gázszer FC csapatainál dolgozott, előbb az utánpótlás nevelése terén, majd a felnőtt csapatnál. 1998-tól vezetőedző a Videoton-nál, 1999-től a Gázszer pályaedzője.

## Sikerei, díjai
- Magyar bajnokság
  - 3.: 1983–1984, 1984–1985
  - gólkirály: 1983–1984 (19 gól)
- Magyar Népköztársasági Kupa (MNK)
  - döntős: 1981–1982
- Pro Urbe díj, Székesfehérvár: 1985